# Мизурина
Мизури́на (итал. Lago di Misurina) — озеро в провинции Беллуно области Венеция, курорт в Доломитовых Альпах. Расположено на высоте 1754 м над уровнем моря. Периметр озера — 2,6 км, максимальная глубина — 5 м.
Рядом с озером около десятка отелей с общей вместимостью около 500 человек. Климат благоприятен для лечения респираторных заболеваний. Рядом с озером — единственный в Италии центр по лечению детской астмы.
На льду озера проводились соревнования по скоростному бегу на коньках VII Зимних Олимпийских Игр. Это была последняя зимняя Олимпиада, где конькобежцы соревновались на естественном льду.